# Bobobobs
Bobobobs est une série d'animation pour enfants espagnole basée sur les personnages et les histoires créés et écrits par Henk Zwart et Nerida Zwart.
En France, la série d'animation est diffusée pour la première fois le 22 décembre 1989 sur TF1 dans le Club Dorothée.

## Synopsis
L'intrigue, qui se déroule dans un passé lointain, tourne autour d'un groupe d'humanoïdes miniatures nomades, les Bobobobs, qui vivent dans une partie de l'univers très éloignée de la Terre. Un équipage de Bobobobs, dirigé par le capitaine Brick, prend la mer à bord du Bobular, leur vaisseau spatial, décrit comme un « galion avec un dôme protecteur ». Ils se dirigent vers la Terre où ils prévoient de sauver les humains de la terreur des dinosaures. En chemin, ils rencontrent différentes espèces d'extraterrestres, dont certaines sont hostiles, et utilisent leurs pouvoirs psychiques, tels que leur capacité à devenir invisibles et à se téléporter, pour les aider.

## Distribution

### Voix originales
- Walter Massey : le Capitaine Brick (Bob Wouter)
- Rick Jones : Cornelius, Blip
- Dean Hagopian : Narrator
- Andrew Bednarski : Little Bob
- Michael Rudder : Willbur, Fritz
- Kathleen Fee : Petronella
- Richard Dumont : A.D.
- Bronwen Mantel : Aunt Agatha / Nurse Mimi
- A.J. Henderson : Ein / Doc Bone
- Paul Zacaib : Stein
- Mark Hellman : Peter

### Voix françaises
- Serge Bourrier : le narrateur, Iode
- Raoul Delfosse : le capitaine Brick, Dr. Cachalot
- Raoul Guillet : Maître Cornélius
- Marc François : Friture, Auguste
- René Renot : Diote
- Jane Val : tante Agathe
- Jackie Berger : Moustigri le fils du capitaine, Mimi
- Joëlle Fossier : Péronnelle, Bluette

## Production
Elle est réalisée par Tim Reid et produite par la société espagnole BRB Internacional, également responsable de séries telles que Le Tour du monde en quatre-vingts jours, Les Trois Mousquetaires et David le gnome des années 1980. La série télévisée, composée de 26 épisodes, est ensuite doublée en anglais par Cinelume, avec la participation de Téléfilm Canada, ainsi qu'en hongrois, italien, catalan, néerlandais, afrikaans et allemand. La chanson en anglais, d'une durée de plus de 2 minutes, est composée par Guido et Maurizio de Angelis, tandis que les paroles ont été écrites par Ted Mather et interprétées par Rita Irasena et Emilio Aragon.